# Atse Estsan Corona
L'Atse Estsan Corona è una struttura geologica della superficie di Venere.